# Sveti Krištof in Nevis
Sveti Krištof in Nevis (angleško Saint Kitts and Nevis) je otoška država v karibskih Malih Antilih.